# Nederland op het Europees kampioenschap voetbal 1976
Het Nederlands elftal was een van de vier deelnemende landen op het Europees kampioenschap voetbal 1976. Oranje haalde de derde plaats op dit EK door in de kleine finale gastland Joegoslavië met 3-2 te verslaan.

## Kwalificatie

### Groepswedstrijden
Met de nieuwe coach George Knobel startte het Nederlands elftal in september 1974 met de kwalificatiereeks voor het Europees kampioenschap voetbal 1976. De trainer had vrijwel alle spelers van de selectie voor het wereldkampioenschap voetbal 1974 tot zijn beschikking, inclusief Johan Cruijff en Johan Neeskens die inmiddels beiden voor FC Barcelona uitkwamen. De eerste wedstrijd onder Knobel was meteen zeer geslaagd, in een oefenwedstrijd in Stockholm op 4 september 1974 werd Zweden met 5-1 verslagen.
In de kwalificatie trof Oranje met Italië en Polen twee gerenommeerde tegenstanders, die eveneens aanwezig waren geweest op het WK van 1974. De eerste drie wedstrijden, uit en thuis tegen Finland en thuis tegen Italië, werden gewonnen. De vierde wedstrijd, uit tegen Polen, ging echter kansloos met 4-1 verloren. In de aanloop naar de vijfde wedstrijd, een maand later thuis tegen Polen, ontstond er rumoer in de spelersgroep. Spelers van PSV waren het niet eens met een vermeende uitzonderingspositie voor Cruijff en Neeskens. Deze twee sloten zich bijvoorbeeld wegens clubverplichtingen pas kort voor de uitwedstrijd tegen Polen bij de selectie aan en daarbij zou Cruijff zich nadrukkelijk met trainerszaken bemoeien. Door de onvrede besloten Jan van Beveren en Willy van der Kuijlen dertig uur voor aanvang van de thuiswedstrijd tegen Polen op te stappen. Als enige vervanger werd op het laatste moment doelman Jan Jongbloed opgeroepen.
Aan de hand van Cruijff in de aanval, Neeskens op het middenveld en Ruud Krol in de verdediging domineerde Oranje tegen Polen en revancheerde het zich met 3-0 voor de uitnederlaag. Doordat Italië en Polen op 26 oktober 1975 in Warschau met 0-0 gelijk speelden, mocht het Nederlands elftal in de laatste wedstrijd uit tegen Italië met drie doelpunten verschil verliezen. Zonder Cruijff en Neeskens, die niet vrijgegeven waren door Barcelona, werd het in een wedstrijd die het aanzien niet waard was, 1-0 voor Italië. Door dit resultaat plaatste Nederland zich voor de kwartfinale, welke in een thuis- en uitwedstrijd tegen België werd gespeeld.
|                                                                 |                                                                       |               |                                             | |
| 25 september 1974                                               | Finland                                                               | 1 - 3 (1 - 2) | Nederland                                   | Opstelling Nederland: |
| Olympiastadion, Helsinki 20.449 toeschouwers Wolfgang Riedel    | Rahja 16'                                                             |               | 28' Cruijff 40' Cruijff 51' (pen.) Neeskens | Jongbloed, Van Ierssel, De Jong, Haan, Krol, Jansen, Neeskens, Van Hanegem (46' Notten), Rep (66' Geels), Cruijff , Ressel Neeskens, Cruijff Reserves: Schrijvers, Schneider, Peters Trainer: George Knobel                |
|                                                                 |                                                                       |               |                                             | |
| 20 november 1974                                                | Nederland                                                             | 3 - 1 (1 - 1) | Italië                                      | Opstelling Nederland: |
| Stadion Feijenoord, Rotterdam 58.463 toeschouwers Kazakov       | Rensenbrink 24' Cruijff 64' Cruijff 80'                               |               | 5' Boninsegna                               | Jongbloed, Suurbier, Rijsbergen, Haan, Krol, Neeskens, Van der Kuijlen, Van Hanegem, Rep (46' W. van de Kerkhof), Cruijff , Rensenbrink Van Hanegem Reserves: Schrijvers, Schneider, Notten, Peters Trainer: George Knobel |
|                                                                 |                                                                       |               |                                             | |
| 3 september 1975                                                | Nederland                                                             | 4 - 1 (2 - 1) | Finland                                     | Opstelling Nederland: |
| Goffertstadion, Nijmegen 28.000 toeschouwers Eric Smyton        | Van der Kuijlen 29' Van der Kuijlen 35' Lubse 48' Van der Kuijlen 55' |               | 9' Paatelainen                              | Van Beveren, Suurbier, Overweg, Van Kraaij, Krol , Jansen, Peters, Van Hanegem, R. van de Kerkhof, Lubse, Van der Kuijlen Reserves: Schrijvers, Geels, Rijsbergen, Thijssen Trainer: George Knobel                         |
|                                                                 |                                                                       |               |                                             | |
| 10 september 1975                                               | Polen                                                                 | 4 - 1 (2 - 0) | Nederland                                   | Opstelling Nederland: |
| Stadion Śląski, Chorzów 70.409 toeschouwers Pat Partridge       | Lato 14' Gadocha 44' Szarmach 63' Szarmach 77'                        |               | 80' R. van de Kerkhof                       | Van Beveren, Suurbier, Overweg, Van Kraaij, Krol, Jansen, Neeskens, Van Hanegem (46' Geels), R. van de Kerkhof, Cruijff , Van der Kuijlen Reserves: Schrijvers, Rijsbergen, Thijssen, Peters Trainer: George Knobel        |
|                                                                 |                                                                       |               |                                             | |
| 15 oktober 1975                                                 | Nederland                                                             | 3 - 0 (1 - 0) | Polen                                       | Opstelling Nederland: |
| Olympisch Stadion, Amsterdam 56.030 toeschouwers Károly Palotai | Neeskens 16' Geels 47' Thijssen 59'                                   |               |                                             | Schrijvers, Suurbier, Krijgh, Van Kraaij, Krol, Neeskens, Jansen, Thijssen, Geels, Cruijff , R. van de Kerkhof Cruijff Reserves: Jongbloed, W. van de Kerkhof, Vreijsen, Peters Trainer: George Knobel                     |
|                                                                 |                                                                       |               |                                             | |
| 22 november 1975                                                | Italië                                                                | 1 - 0 (1 - 0) | Nederland                                   | Opstelling Nederland: |
| Stadio Olimpico, Rome 33.307 toeschouwers Robert Schaut         | Capello 20'                                                           |               |                                             | Schrijvers, Suurbier, Krijgh, Van Kraaij, Krol , Peters, Jansen, Thijssen, W. van de Kerkhof (70' Notten), Geels, R. van de Kerkhof Reserves: Jongbloed, Zuidema, Rijsbergen Trainer: George Knobel                        |
|                                                                 |                                                                       |               |                                             | |

Eindstand groep 5:
|   | Land      | Wed | W | G | V | DV | DT | DS  | Pnt |
| - | --------- | --- | - | - | - | -- | -- | --- | --- |
| 1 | Nederland | 6   | 4 | 0 | 2 | 14 | 8  | +6  | 8   |
| 2 | Polen     | 6   | 3 | 2 | 1 | 9  | 5  | +4  | 8   |
| 3 | Italië    | 6   | 2 | 3 | 1 | 3  | 3  | 0   | 7   |
| 4 | Finland   | 6   | 0 | 1 | 5 | 3  | 13 | -10 | 1   |

### Kwartfinale
De kwartfinale werd gespeeld in een uit- en thuiswedstrijd tegen België, dat in de groepsfase de DDR, Frankrijk en IJsland had uitgeschakeld. Trainer Knobel riep twee debutanten bij de selectie op: doelverdediger Jan Ruiter en rechtsback Wim Meutstege. Johnny Rep keerde na anderhalf jaar afwezigheid terug bij het Nederlands elftal.
De Belgische trainer Raymond Goethals stelde zijn eerste doelman Christian Piot op, die echter door een blessure drie maanden niet had gespeeld. De vleugelverdediger Gilbert Van Binst stond laatste man, verder stonden onder andere Eric Gerets, Georges Leekens en Ludo Coeck opgesteld. In de spits stond Roger Van Gool.
Onder aanvoering van Johan Cruijff en met als uitblinkende adjudanten Johan Neeskens en Rob Rensenbrink, won Oranje voor het eerst in tien jaar tijd weer van België. Door de 5-0-zege, met drie doelpunten van Rensenbrink, was plaatsing voor de halve finale binnen handbereik. Ook de returnwedstrijd werd een overwinning voor Nederland. Met Willem van Hanegem voor de geblesseerde Wim Jansen werd het 2-1 voor Nederland, nadat de ruststand 1-0 voor België was. In het Belgische elftal debuteerden zes spelers, waaronder doelman Jean-Marie Pfaff.
|                                                               |                                                                                    |               |                     | |
| 25 april 1976                                                 | Nederland                                                                          | 5 - 0 (2 - 0) | België              | Opstelling Nederland: |
| Stadion Feijenoord, Rotterdam 48.706 toeschouwers Jean Dubach | Rijsbergen 17' Rensenbrink 27' Rensenbrink 58' Neeskens 79' (pen.) Rensenbrink 85' |               |                     | Schrijvers, Van Kraaij, Suurbier, Rijsbergen, Krol, Neeskens (84' Peters), Jansen, W. van de Kerkhof, Rep, Cruijff , Rensenbrink Rijsbergen Reserves: Ruiter, Meutstege, Thijssen, Geels Trainer: George Knobel |
|                                                               |                                                                                    |               |                     | |
| 22 mei 1976                                                   | België                                                                             | 1 - 2 (1 - 0) | Nederland           | Opstelling Nederland: |
| Heizelstadion, Brussel 19.050 toeschouwers Alberto Michelotti | Van Gool 27'                                                                       |               | 61' Rep 77' Cruijff | Schrijvers, Van Kraaij, Suurbier, Rijsbergen, Krol, Neeskens, Van Hanegem (82' Peters), W. van de Kerkhof, Rep, Cruijff , Rensenbrink Reserves: Ruiter, Meutstege, Thijssen, Geels Trainer: George Knobel       |
|                                                               |                                                                                    |               |                     | |

## Eindronde in Joegoslavië

### Halve finale
De verwachting was dat Nederland de halve finale tegen Tsjecho-Slowakije eenvoudig zou winnen en dat de ploeg daarna West-Duitsland zou treffen in de finale. Het was echter de Tsjecho-Slowaak Anton Ondruš die in de twintigste minuut de score opende. In de tweede helft bracht diezelfde Ondruš met een eigen doelpunt de ploegen weer op gelijke hoogte, waardoor een verlenging noodzakelijk werd. Nederland kreeg een grote kans, maar de Tsjecho-Slowaakse keeper zat in de weg. Zdeněk Nehoda en František Veselý scoorden daarna wel, waardoor Tsjecho-Slowakije de wedstrijd met 3-1 won en zich plaatste voor de finale.
|                                                  |                                    |               |                   | |
| 16 juni 1976                                     | Tsjecho-Slowakije                  | 3 - 1 (1 - 0) | Nederland         | Opstelling Nederland: |
| Maksimirstadion 31.000 toeschouwers Clive Thomas | Ondruš 20' Nehoda 102' Veselý 114' | n.v.          | 71' (e.d.) Ondruš | Schrijvers, Van Kraaij, Suurbier, Rijsbergen (37' Van Hanegem), Krol, Neeskens, Jansen, W. van de Kerkhof, Rep (67' Geels), Cruijff , Rensenbrink Cruijff, W. van de Kerkhof Neeskens (76'), Van Hanegem (116') Reserves: Ruiter, Jongbloed, Arntz, Peters, R. van de Kerkhof Trainer: George Knobel |
|                                                  |                                    |               |                   | |

### Verliezersfinale
Cruijff, Neeskens en Van Hanegem waren geschorst voor de wedstrijd. Nederland kwam op voorsprong door goals van Geels en Van de Kerkhof. Josip Katalinski en Dragan Džajić brachten de stand naar 2-2, maar in de verlenging werd het 3-2 voor Nederland door opnieuw Geels, waardoor de derde plaats op het toernooi werd behaald.
|                                                         |                           |               |                                            | |
| 19 juni 1976                                            | Joegoslavië               | 2 - 3 (1 - 2) | Nederland                                  | Opstelling Nederland: |
| Maksimirstadion 10.000 toeschouwers Walter Hungerbühler | Katalinski 43' Džajić 83' | n.v.          | 27' Geels 35' W. van de Kerkhof 112' Geels | Schrijvers, Van Kraaij, Suurbier, Jansen (46' Meutstege), Krol , Arntz (70' Kist), Peters, W. van de Kerkhof, R. van de Kerkhof, Geels, Rensenbrink Reserves: Ruiter, Jongbloed, Rep Trainer: George Knobel |
|                                                         |                           |               |                                            | |

## Selectie en technische staf
Bondscoach George Knobel selecteerde aanvankelijk 22 spelers, die werden doorgegeven aan de UEFA. Vier spelers uit deze selectie, Kees Kist (AZ '67), Wim Meutstege (Sparta), Jan van Deinsen (Go Ahead Eagles) en Henk van Rijnsoever (AZ '67), kregen op 4 juni 1976 te horen dat ze niet tot de achttien spelers hoorden die meegingen naar Joegoslavië. Zij moesten zich in Nederland beschikbaar houden.
Na de verloren halve finale tegen Tsjecho-Slowakije werden Kees Kist (AZ '67) en Wim Meutstege (Sparta) wegens schorsingen van Van Hanegem, Neeskens en Cruijff en blessures van Rijsbergen en Suurbier alsnog opgeroepen. Ze arriveerden één dag voor de kleine finale in Zagreb en vielen beiden in de tweede helft van de wedstrijd in.

### Selectie
| Nr. | Naam                 | Geboortedatum | GW |   |   |   |   |   |   | Club             | Positie(s) |
| --- | -------------------- | ------------- | -- | - | - | - | - | - | - | ---------------- | ---------- |
| 1   | Piet Schrijvers      | 15-12-1946    | 2  | 0 | 0 | 0 | 0 | 0 | 0 | Ajax             | GK         |
| 2   | Wim Suurbier         | 16-01-1945    | 2  | 0 | 0 | 0 | 0 | 0 | 0 | Ajax             | RB         |
| 3   | Wim Rijsbergen       | 18-01-1952    | 2  | 0 | 0 | 0 | 0 | 0 | 1 | Feyenoord        | CB         |
| 4   | Adrie van Kraaij     | 01-08-1953    | 2  | 0 | 0 | 0 | 0 | 0 | 0 | PSV              | CB         |
| 5   | Ruud Krol            | 24-03-1949    | 2  | 0 | 0 | 0 | 0 | 0 | 0 | Ajax             | LB, CB     |
| 6   | Johan Neeskens       | 15-09-1951    | 1  | 0 | 0 | 1 | 0 | 0 | 0 | FC Barcelona     | RM, CM     |
| 7   | Wim Jansen           | 28-10-1946    | 2  | 0 | 0 | 0 | 0 | 0 | 1 | Feyenoord        | CM         |
| 8   | Johnny Rep           | 25-11-1951    | 1  | 0 | 0 | 0 | 0 | 0 | 1 | Valencia         | RW         |
| 9   | Johan Cruijff        | 25-04-1947    | 1  | 0 | 1 | 0 | 0 | 0 | 0 | FC Barcelona     | CF, AM     |
| 10  | Willy van de Kerkhof | 16-09-1951    | 2  | 1 | 0 | 0 | 0 | 0 | 0 | PSV              | LM         |
| 11  | Rob Rensenbrink      | 03-07-1947    | 2  | 0 | 0 | 0 | 0 | 0 | 0 | Anderlecht       | LW         |
| 12  | Willem van Hanegem   | 20-02-1944    | 1  | 0 | 0 | 0 | 1 | 1 | 0 | Feyenoord        | CM, LM     |
| 13  | Ruud Geels           | 28-07-1948    | 2  | 2 | 0 | 0 | 0 | 1 | 0 | Ajax             | CF         |
| 14  | Jan Peters           | 18-08-1954    | 1  | 0 | 0 | 0 | 0 | 0 | 0 | N.E.C.           | CM         |
| 15  | René van de Kerkhof  | 16-09-1951    | 1  | 0 | 0 | 0 | 0 | 0 | 0 | PSV              | RW         |
| 16  | Peter Arntz          | 05-02-1953    | 1  | 0 | 0 | 0 | 0 | 0 | 1 | Go Ahead Eagles  | CM         |
| 17  | Jan Ruiter           | 24-11-1946    | 0  | 0 | 0 | 0 | 0 | 0 | 0 | Anderlecht       | GK         |
| 18  | Jan Jongbloed        | 25-11-1940    | 0  | 0 | 0 | 0 | 0 | 0 | 0 | FC Amsterdam     | GK         |
| 19  | Kees Kist            | 07-08-1952    | 1  | 0 | 0 | 0 | 0 | 1 | 0 | AZ '67           | LM, CF     |
| 20  | Wim Meutstege        | 28-06-1952    | 1  | 0 | 0 | 0 | 0 | 1 | 0 | Sparta Rotterdam | RB         |
| 21  | Henk van Rijnsoever  | 06-11-1952    | 0  | 0 | 0 | 0 | 0 | 0 | 0 | AZ '67           | RB         |
| 22  | Jan van Deinsen      | 19-06-1953    | 0  | 0 | 0 | 0 | 0 | 0 | 0 | Go Ahead Eagles  | LM, LB     |

### Technische staf
| Naam            | Functie    |
| --------------- | ---------- |
| Technische staf |            |
| George Knobel   | Bondscoach |
| Ger Blok        | Assistent  |
| Medische staf   |            |
| Frits Kessel    | Teamarts   |

## Afbeeldingen

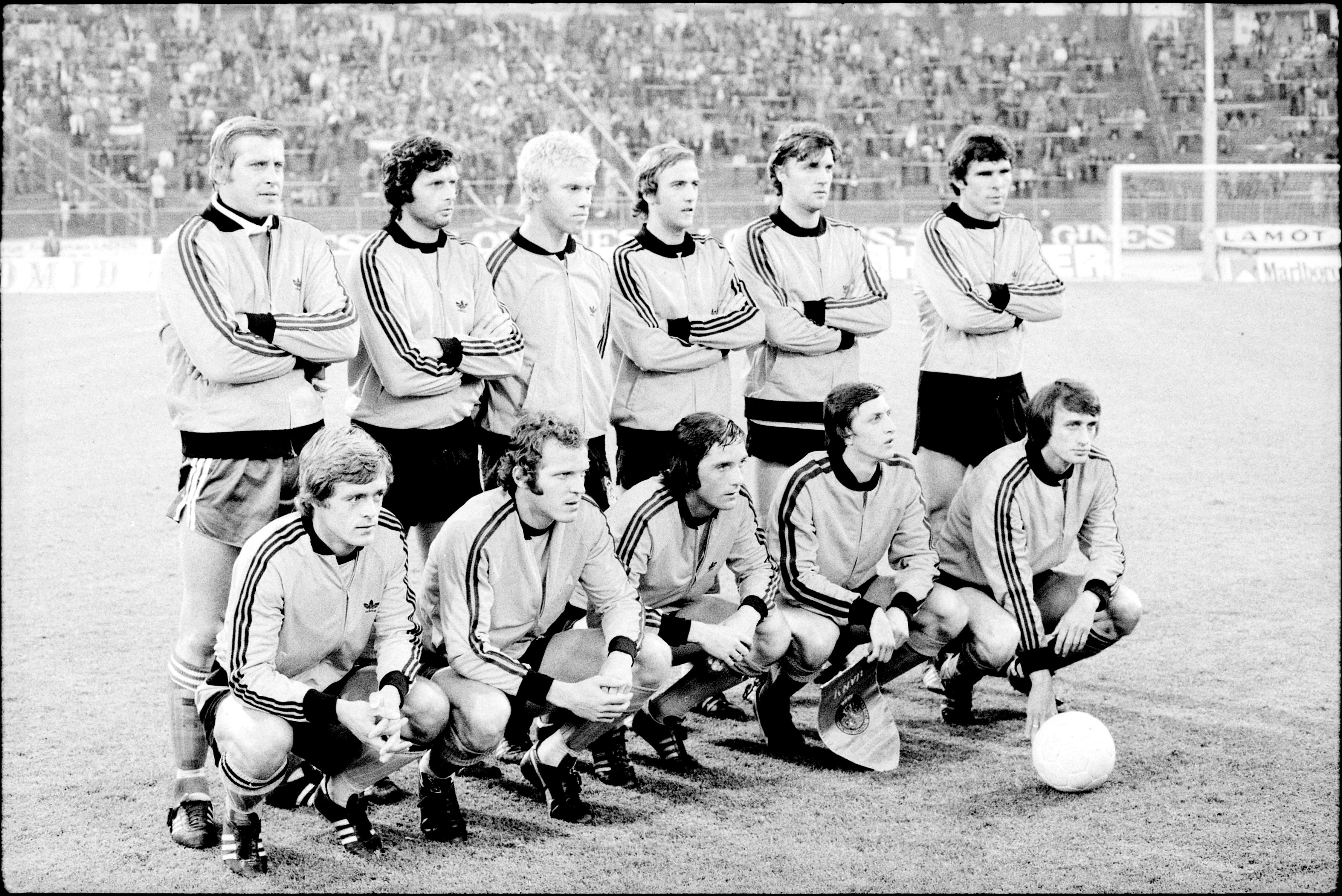
Team op 22-05-1976
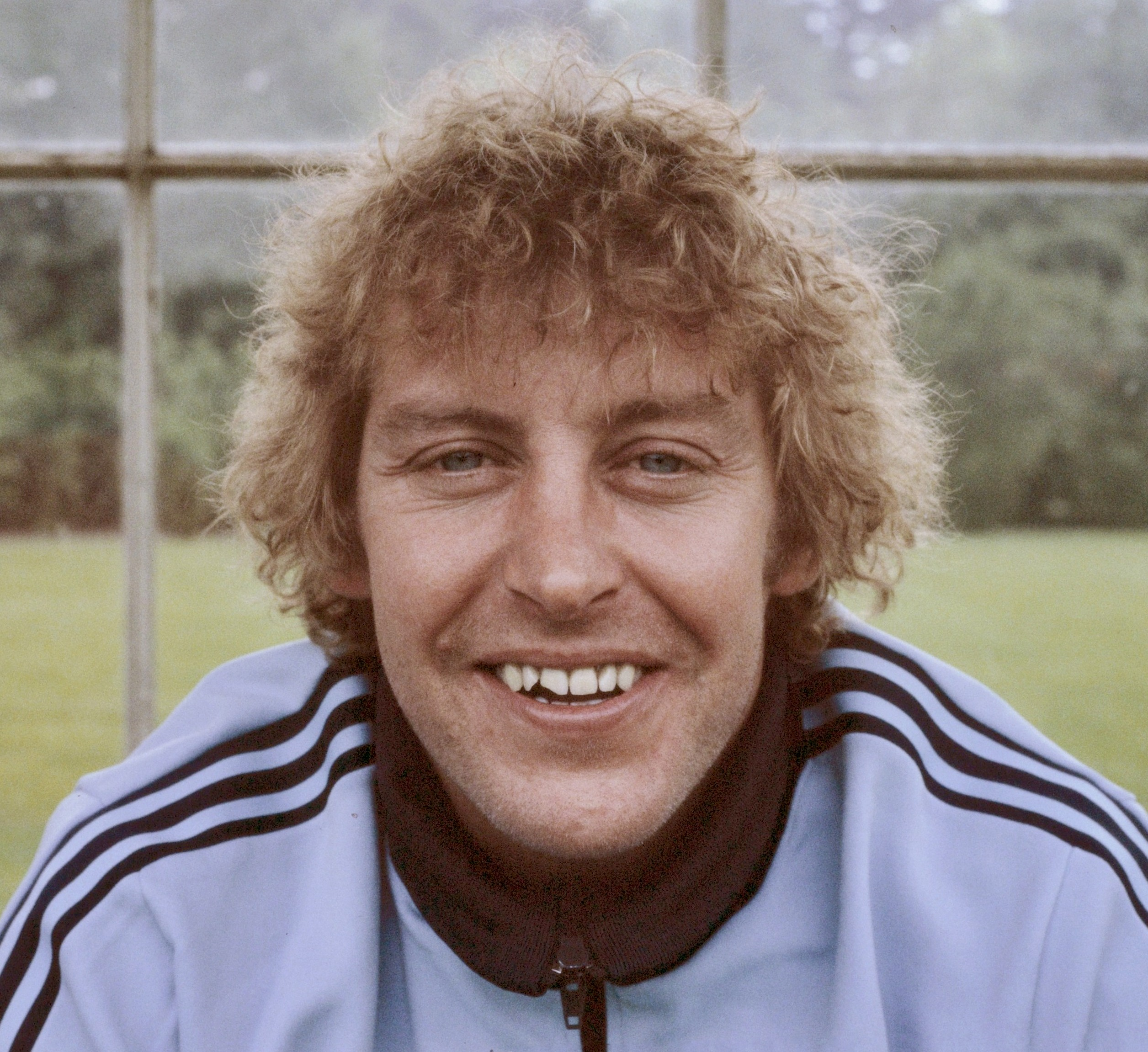
Piet Schrijvers (doelman)
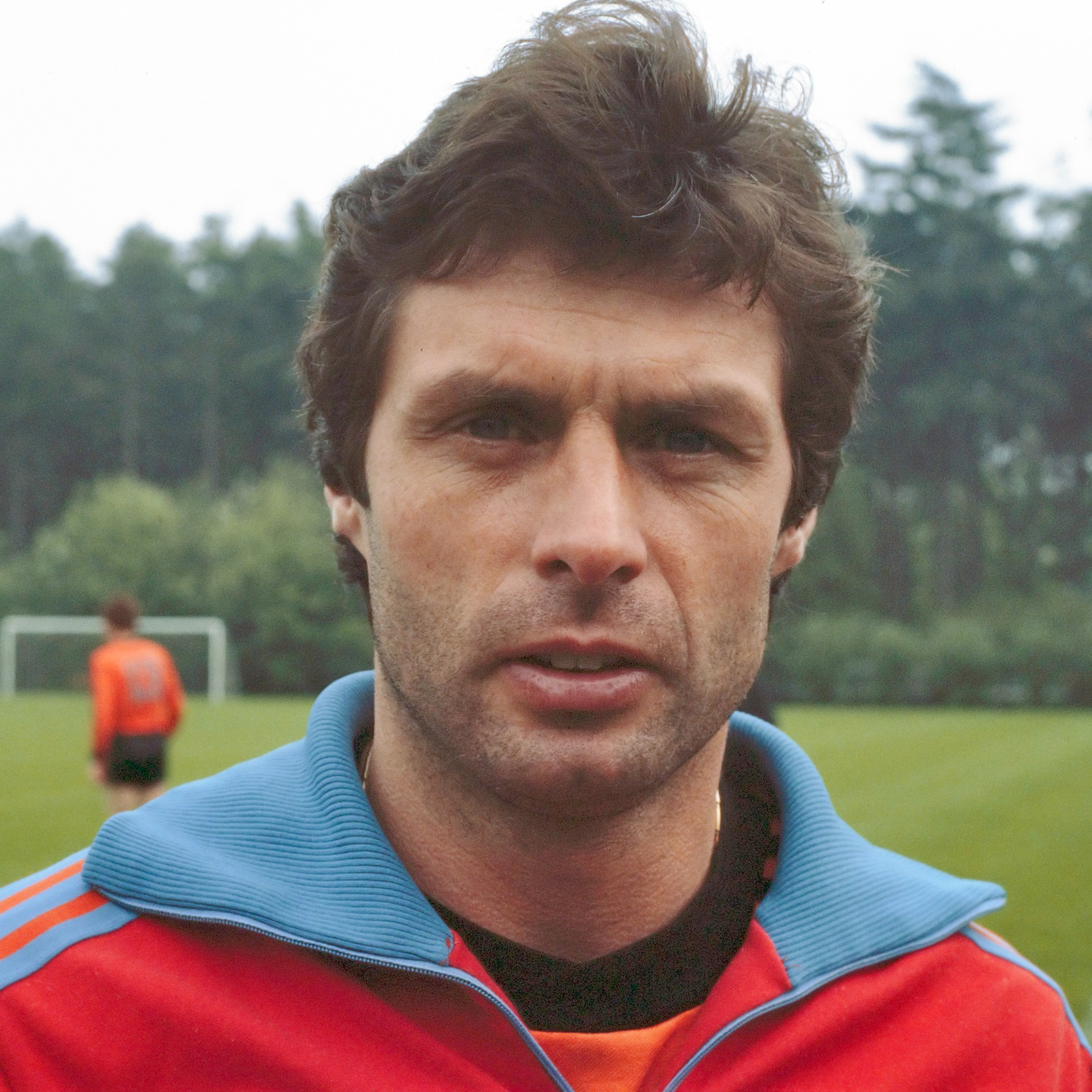
Wim Suurbier (verdediger)
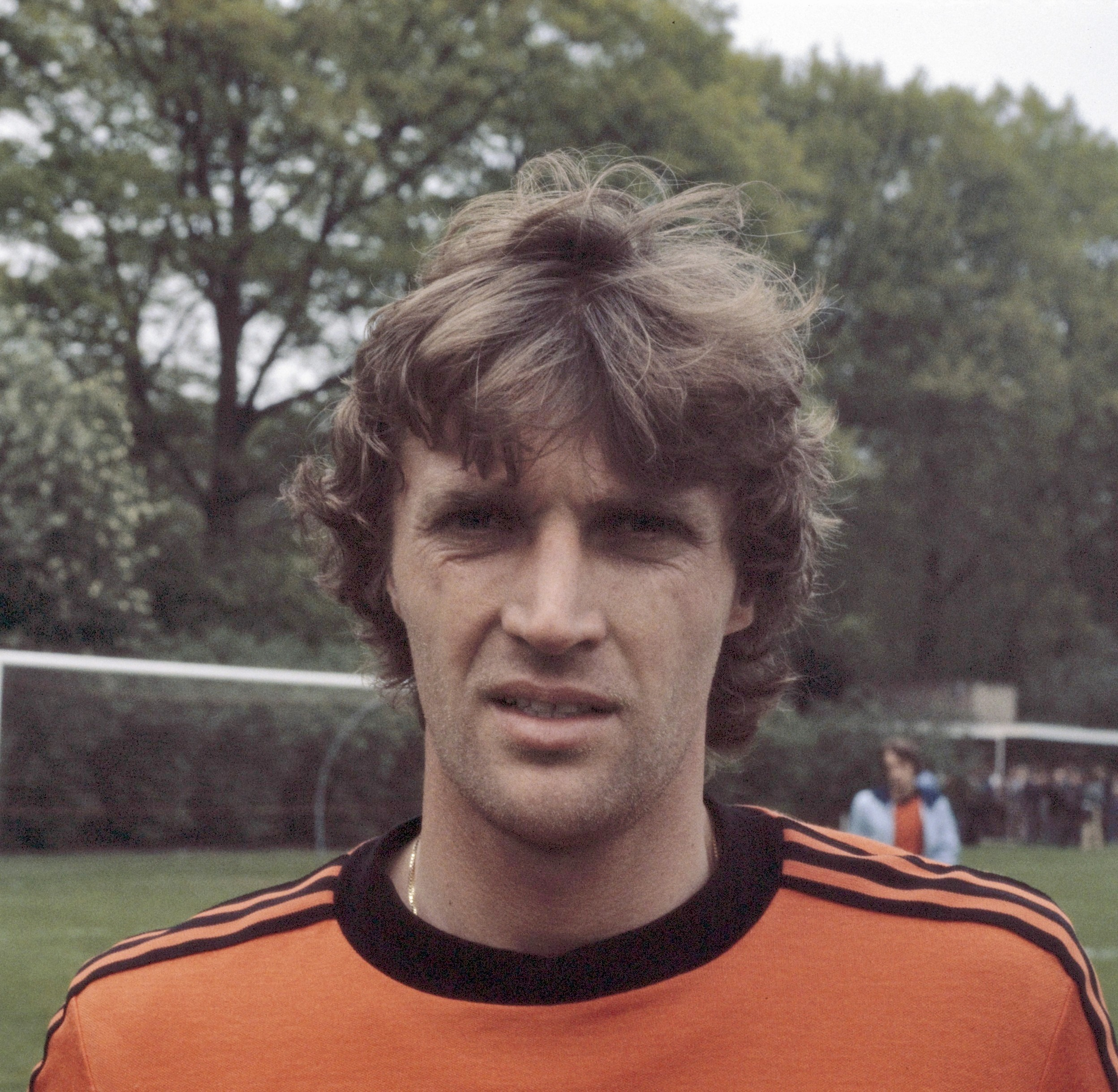
Ruud Krol (verdediger)
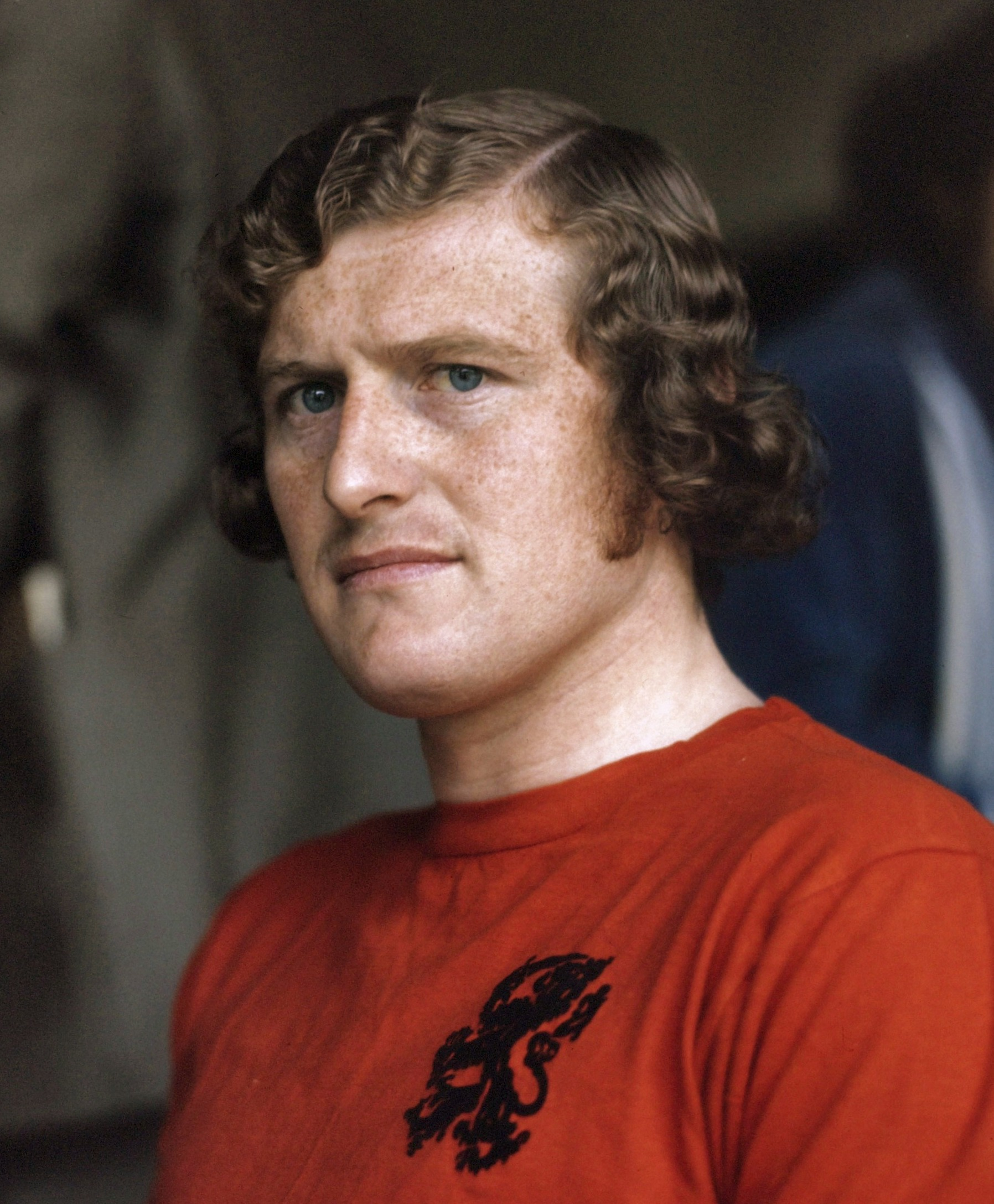
Wim Jansen (middenvelder)
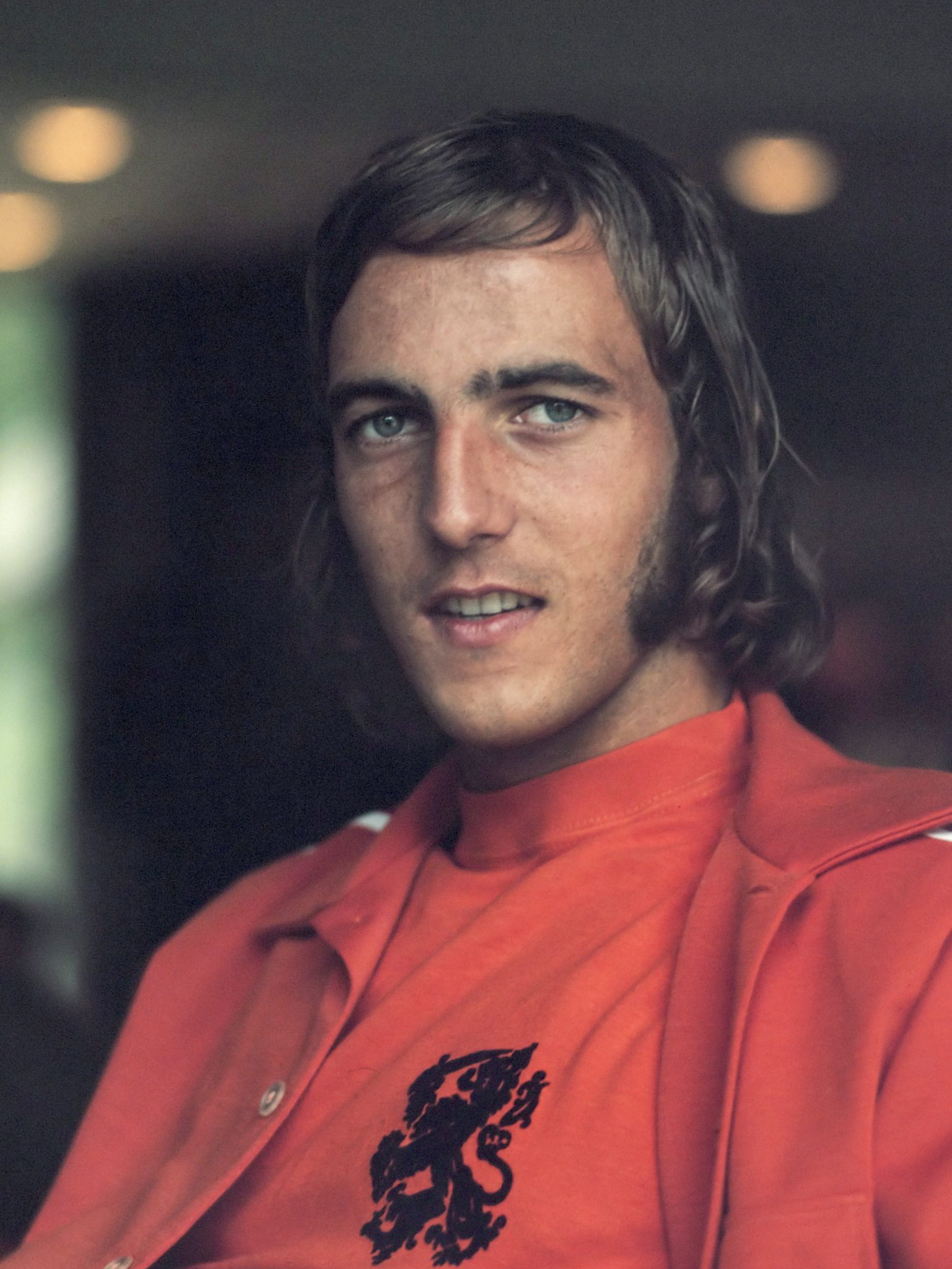
Johan Neeskens (middenvelder)
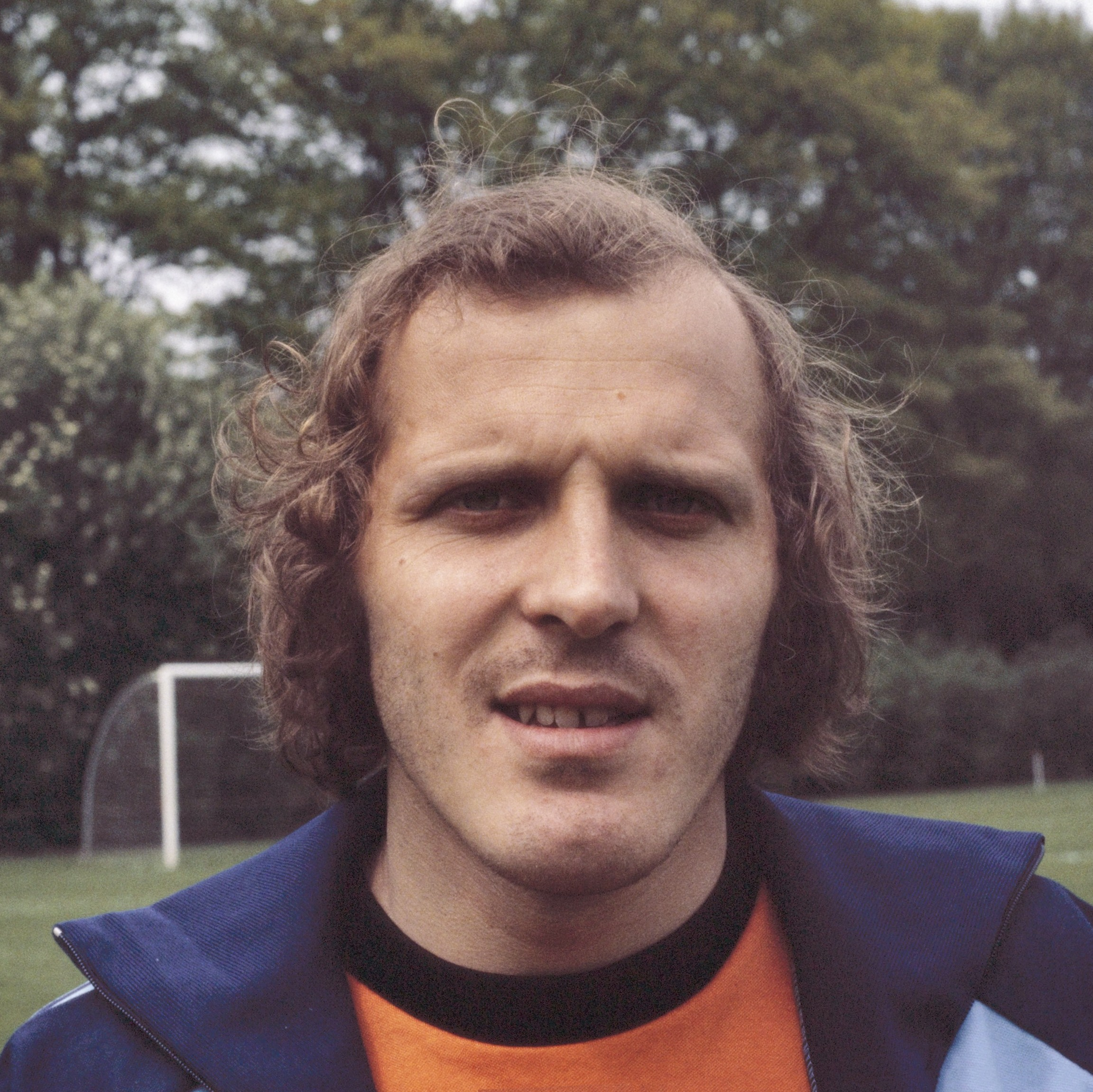
René van de Kerkhof (middenvelder)
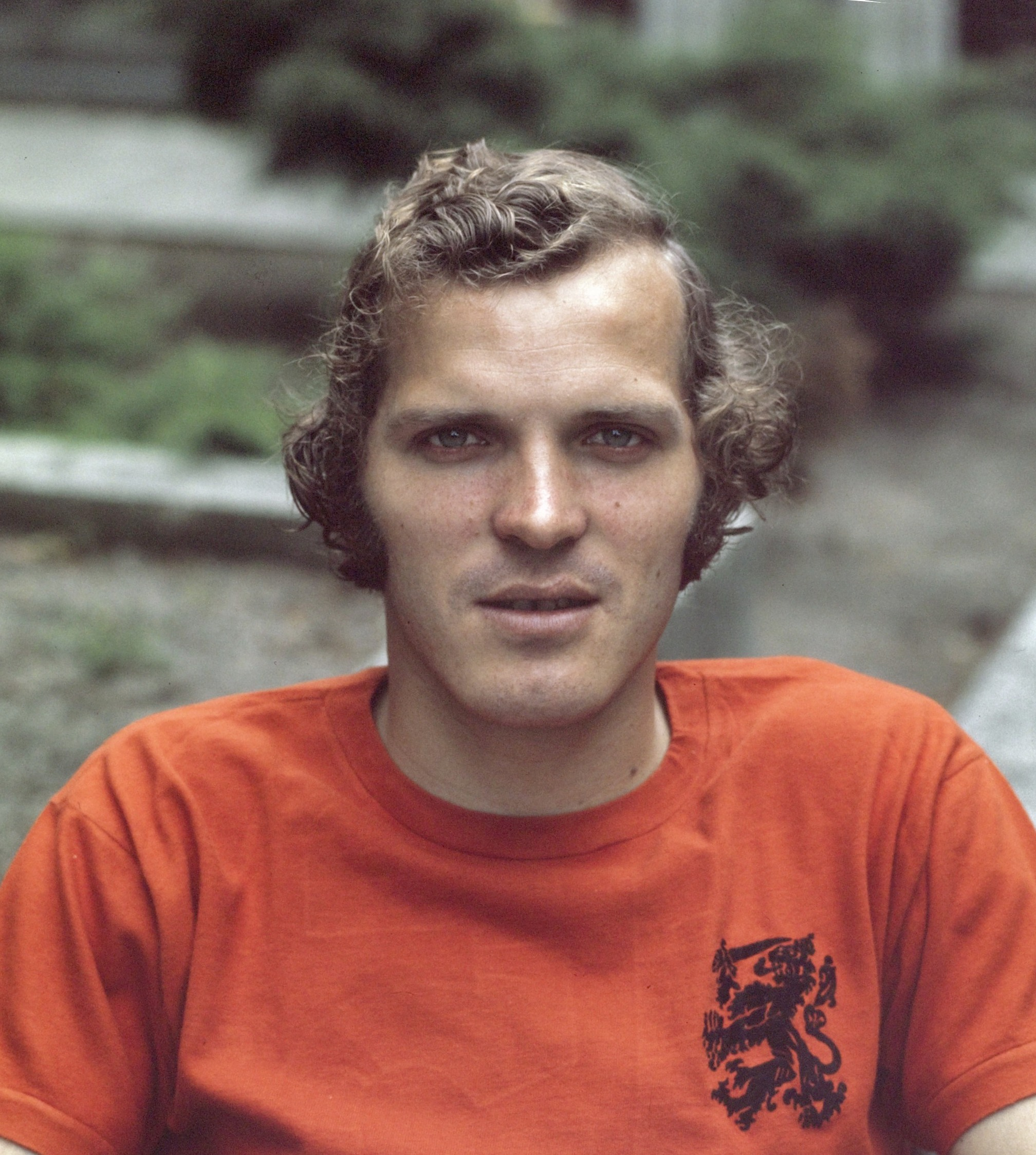
Willy van de Kerkhof (middenvelder)
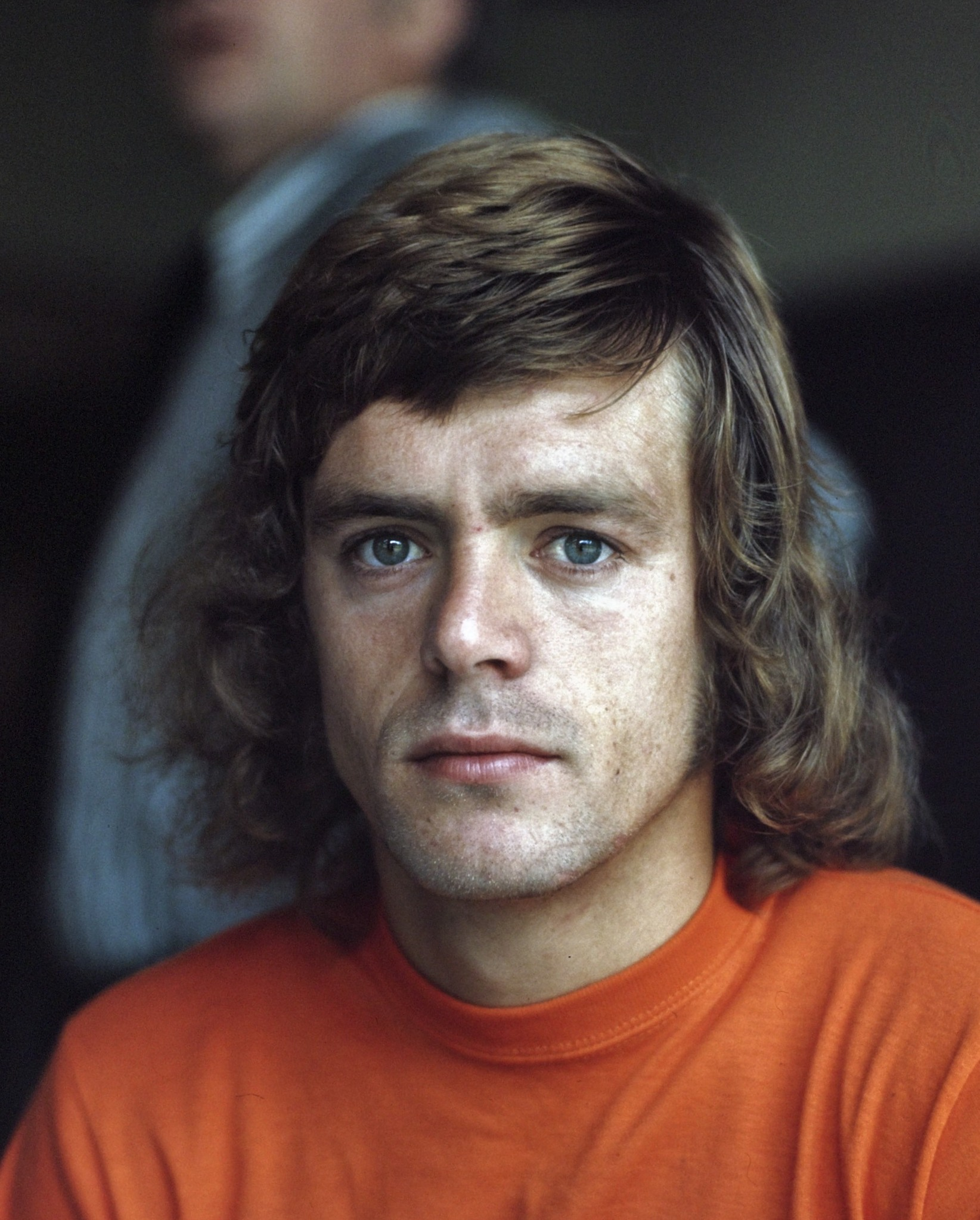
Johnny Rep (aanvaller)
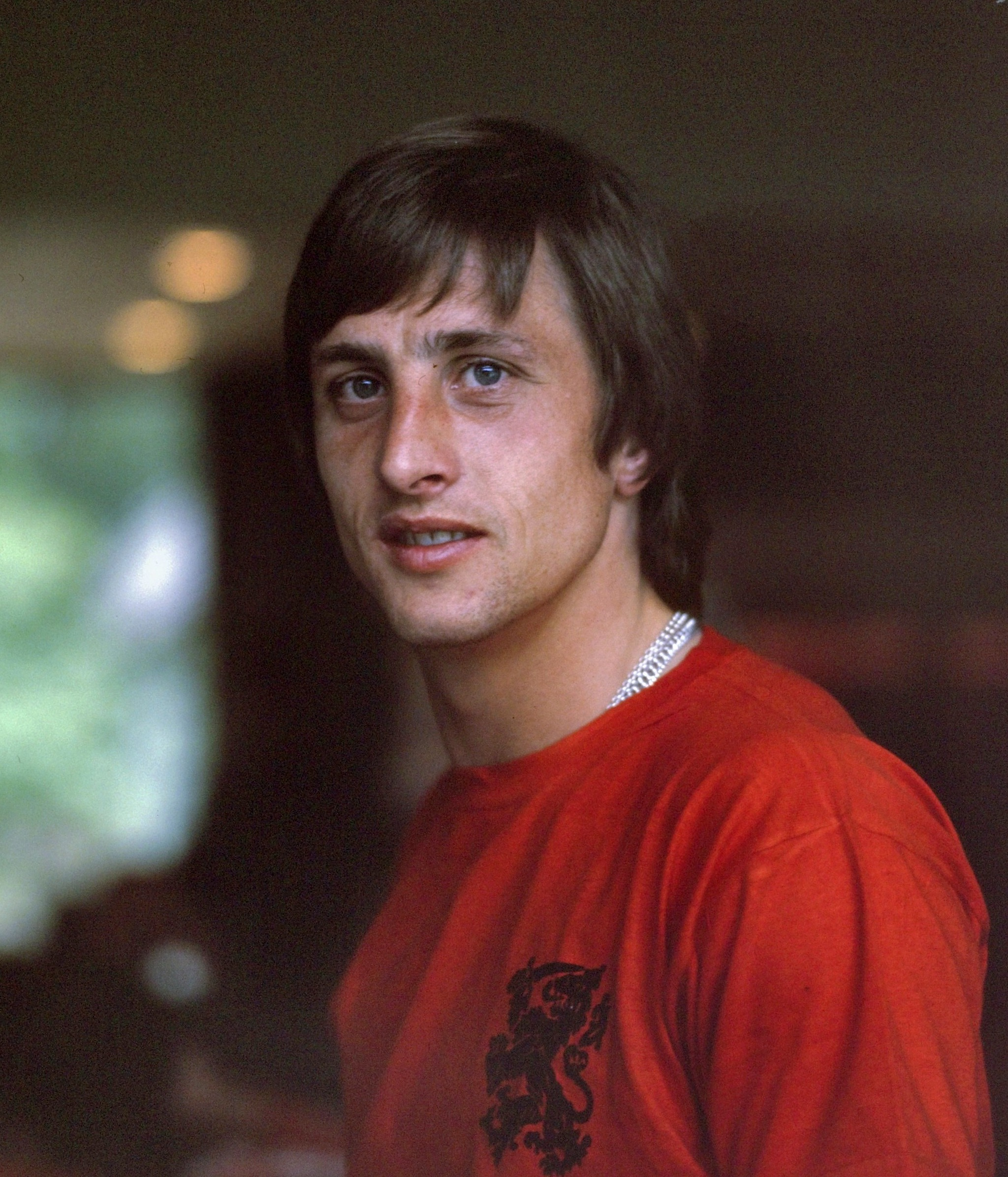
Johan Cruijff (aanvaller)
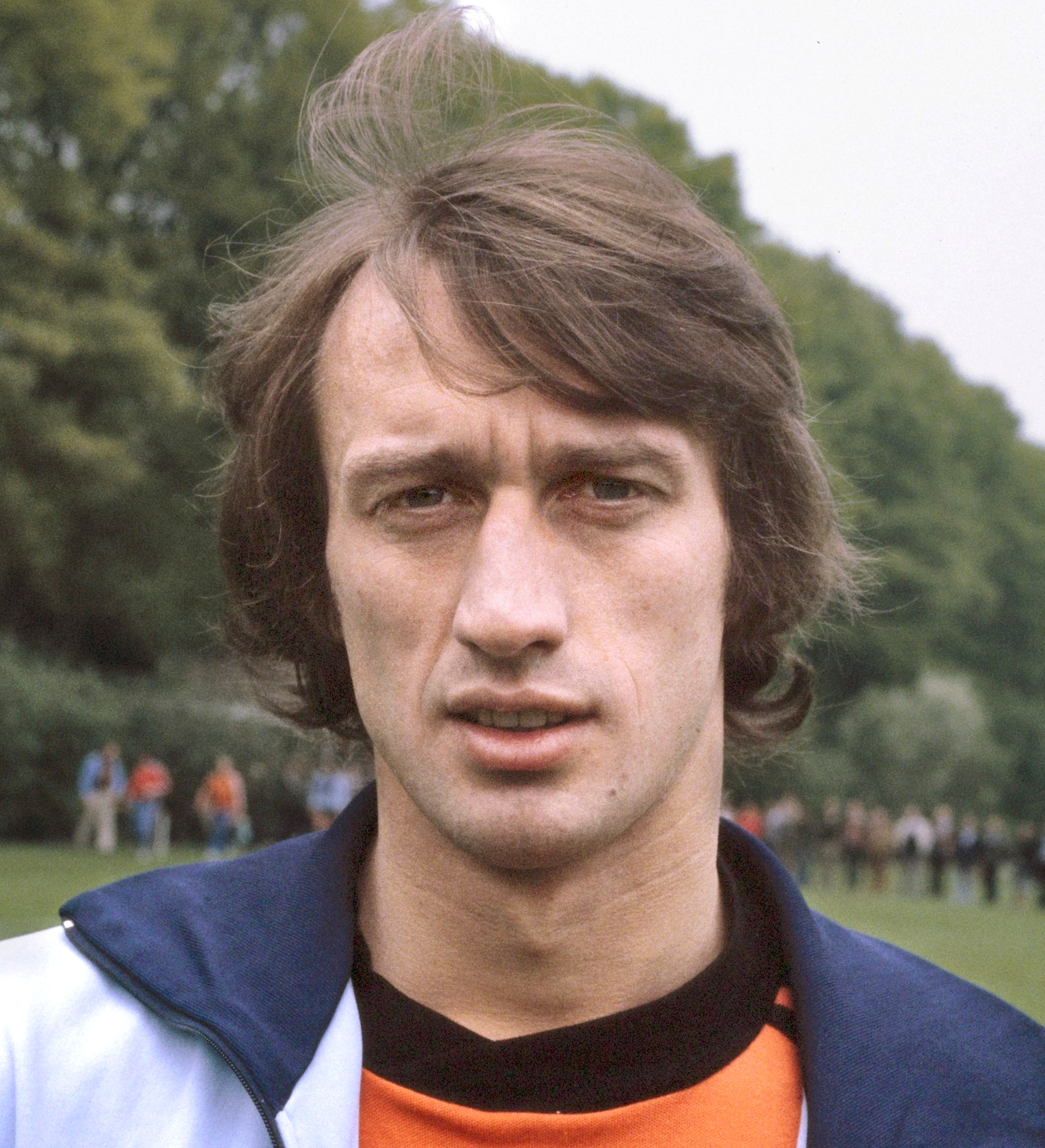
Rob Rensenbrink (aanvaller)
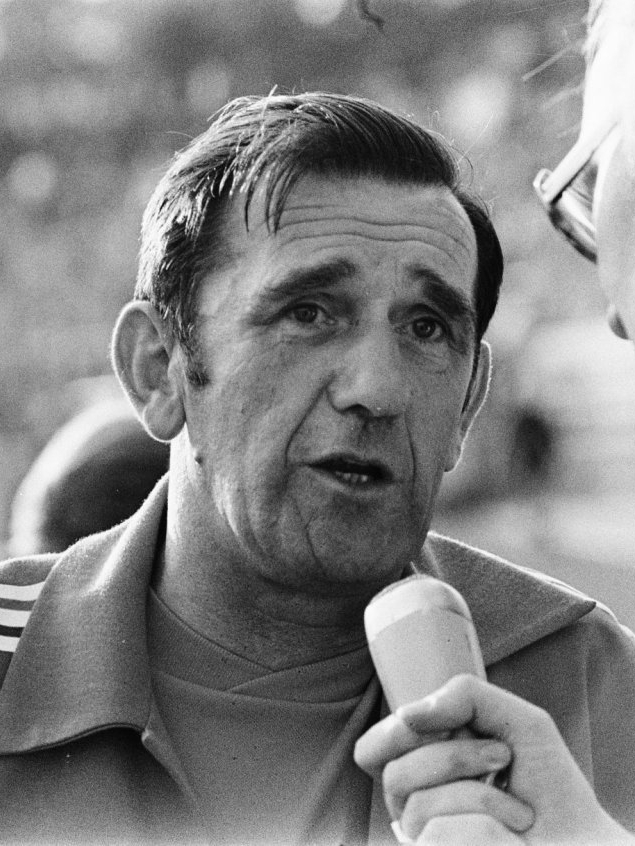
George Knobel (bondscoach)

 Frankrijk 1960 · 
 Spanje 1964 · 
 Italië 1968 · 
 België 1972 · 
 Joegoslavië 1976 · 
 Italië 1980 · 
 Frankrijk 1984 · 
 West-Duitsland 1988 · 
 Zweden 1992 · 
 Engeland 1996 · 
 Nederland & België 2000 · 
 Portugal 2004 · 
 Zwitserland & Oostenrijk 2008 · 
 Polen & Oekraïne 2012 · 
 Frankrijk 2016 · 
Europa 2020 · 
 Duitsland 2024
KNVB ·
A-internationals ·
Bondscoaches (m) ·
Topscorers ·
Nederlands vrouwenelftal ·
Bondscoaches (v) ·
Nederland B ·
Olympisch elftal ·
Jong Oranje ·
Nederland –20 ·
Nederland –19 ·
Nederland –18 ·
Nederland –17 ·
Nederland –16 ·
Nederland –15 ·
Nederlands amateurelftal ·
Nederlands zaterdagelftal ·
Jong OranjeLeeuwinnen ·
Vrouwen –20 ·
Vrouwen –19 ·
Vrouwen –18 ·
Vrouwen –17 ·
Vrouwen –16 ·
Vrouwen –15 ·
Militair mannenelftal ·
Militair vrouwenelftal ·
Strandteam ·
Vrouwen Strandteam ·
Futsalteam ·
Vrouwen Futsalteam

EK-wedstrijden ·
WK-wedstrijden ·
Resultaten kwalificaties en eindronden ·
Nederland B-wedstrijden ·
Officieuze wedstrijden ·
EK-wedstrijden vrouwen ·
WK-wedstrijden vrouwen ·
Resultaten vrouwen kwalificaties en eindronden
1905 – 1919 ·
1920 – 1929 ·
1930 – 1939 ·
1940 – 1949 ·
1950 – 1959 ·
1960 – 1969 ·
1970 – 1979 ·
1980 – 1989 ·
1990 – 1999 ·
2000 – 2009 ·
2010 – 2019 ·
2020 – 2029
2015 ·
2016 ·
2017 ·
2018 ·
2019 ·
2020 ·
2021 · 
2022
EK's: 1976 · 
1980 · 
1988 · 
1992 · 
1996 · 
2000 · 
2004 · 
2008 · 
2012 · 
2020 · 
2024
WK's: 1934 · 
1938 · 
1974 · 
1978 · 
1990 · 
1994 · 
1998 · 
2006 · 
2010 · 
2014 · 
2022
OS: 1908 ·
1912 ·
1920 ·
1924 ·
1928 ·
1948 ·
1952 ·
2008
Albanië ·
Andorra ·
Argentinië ·
Armenië ·
Australië ·
België ·
Bosnië en Herzegovina ·
Brazilië ·
Bulgarije ·
Canada ·
Chili ·
China ·
Colombia ·
Costa Rica ·
Curaçao ·
Cyprus ·
DDR ·
Denemarken ·
Duitsland ·
Ecuador ·
Egypte ·
Engeland ·
Estland ·
Faeröer ·
Finland ·
Frankrijk ·
GOS · 
Georgië ·
Ghana ·
Gibraltar ·
Griekenland ·
Hongarije ·
Ierland ·
IJsland ·
Indonesië ·
Iran ·
Israël ·
Italië ·
Ivoorkust ·
Japan ·
Joegoslavië ·
Kameroen ·
Kazachstan ·
Kroatië ·
Letland ·
Liechtenstein ·
Luxemburg ·
Malta ·
Marokko ·
Mexico ·
Moldavië ·
Montenegro ·
Nederlandse Antillen ·
Nigeria ·
Noord-Ierland ·
Noord-Macedonië ·
Noorwegen ·
Oekraïne ·
Oostenrijk ·
Paraguay ·
Peru ·
Polen ·
Portugal ·
Qatar ·
Roemenië ·
Rusland ·
Saarland ·
San Marino ·
Saoedi-Arabië ·
Schotland ·
Senegal ·
Servië en Montenegro ·
Slovenië ·
Slowakije ·
Sovjet-Unie ·
Spanje ·
Suriname ·
Thailand ·
Tsjechië ·
Tsjecho-Slowakije ·
Tunesië ·
Turkije ·
Uruguay ·
Verenigd Koninkrijk ·
Verenigde Staten ·
Wales ·
Wit-Rusland ·
Zuid-Afrika ·
Zuid-Korea ·
Zweden ·
Zwitserland
Argentinië (1978) ·
Argentinië (2006) ·
Argentinië (2014) ·
Argentinië (2022) ·
Australië (2014) ·
Brazilië (2014) ·
Chili (2014) · 
Costa Rica (2014) ·
Denemarken (2010) ·
Denemarken (2012) ·
Duitsland (2012) · 
Ecuador (2022) · 
Frankrijk (2008) ·
Italië (2008) ·
Ivoorkust (2006) ·
Japan (2010) ·
Kameroen (2010) ·
Mexico (2014) · 
Noord-Macedonië (2021) · 
Oekraïne (2021) · 
Oostenrijk (2021) · 
Portugal (2006) ·
Portugal (2012) ·
Portugal (2019) ·
Qatar (2022) ·
Roemenië (2008) ·
Rusland (2008) ·
San Marino (2011) ·
Senegal (2022) ·
Servië en Montenegro (2006) ·
Sovjet-Unie (1988) ·
Spanje (2010) ·
Spanje (2014) ·
Tsjechië (2021) · 
Uruguay (2010) ·
Verenigde Staten (2022) · 
West-Duitsland (1974)